# 幻想神域
《幻想神域》是由傳奇網路旗下億啟數位公司開發的線上遊戲，於2013年8月8日正式展開公測。而香港伺服器的公測日期為8月14日。

## 歷史
- 2013年8月1日：開始CB封閉測試[3]
- 2013年8月6日：OB公開測試之前，開放玩家事先創立角色[4]
- 2013年8月8日：開始OB公開測試[5]
- 2013年9月13日：傳奇網路日本分公司(X-LEGEND ENTERTAINMENT JAPAN)宣佈取得代理權，日本伺服器預計於2013年秋季開始營運。[6]
- 2013年10月17日：宣告正式營運，隨後並推出v1.0版本「天空塔の神王」。[7]
- 2022年6月10日：中國大陸營運商(暢遊)宣佈停止遊戲營運，中國大陸伺服器將於2022年8月13日正式關閉並刪除玩家資料。[8]
- 2023年2月13日：傳奇網路(X-Legend Entertainment)正式宣佈收回並接管北美地區的營運[9]，玩家資料可轉移至新伺服器上。
- 2024年5月29日：港澳地區營運商(Alta Multimedia)宣佈與原廠授權合約於2024年7月完結，港澳伺服器將於2024年7月31日關閉，正式結束將近11年的港澳地區營運。[10]
- 2024年6月11日：中國大陸營運商(創天互娛)經過刪檔測試後，正式宣佈於2024年6月26日開始不刪檔公測。[11]
- 2025年7月2日：《幻想神域 - 源神啟動》全球版正式上市，與台灣人氣 IP「白爛貓」展開聯動合作 | 正式官網

## 遊戲特色
- 遊戲劇情：在遊戲中，可以體驗到各種人物的喜、怒、哀、樂，並從劇情動畫、情境式對話，更融入遊戲當中。
- 遊戲職業：玩家在達到40等級時，可再搭配另外一種職業的武器。
- 遊戲場景：製作單位採用點光源系統，讓場景的氣氛更加豐富，並且結合手繪風格，讓場景不會太銳利，彷彿置身日系動畫裡的感覺。
- 玩家裝扮：玩家可以在遊戲中，可以拿到大多數的免費時裝。
- 裝備強化：玩家強化裝備失敗時，不會爆裝、掉機率，並增加潛力值（達100時升１階）。

## 衍生作品

### Steam
- Aura Kingdom (2014年7月~)
- Aura Kingdom 2    (2020年4月15日~)
- 幻想神域 - 源神啟動  2025年7月2日~)

### 手機遊戲
- 幻想神域-啟源女神 (2016年11月1日~)
- 幻想神域R (2018年8月14日~)
- 幻想神域2 (2019年8月27日~)
- Aura Kingdom 2 (2020年4月15日~)
- Aura Kingdom 2 (2020年4月15日~)
- 幻想神域2-AURA KINGDOM (2020年4月15日~)

## 外部連結
- 幻想神域Online台灣官方網站 （页面存档备份，存于）
- 幻想神域Online香港官方網站 （页面存档备份，存于）
- 幻想神域Online日本官方網站 （页面存档备份，存于）
- 幻想神域-啟源女神 - 手遊台灣官方網站
- 幻想神域R - 手遊台灣官方網站 （页面存档备份，存于）
- 幻想神域2 - 手遊日本官方網站 （页面存档备份，存于）